# Brittanichthys axelrodi
Brittanichthys axelrodi är en fiskart som beskrevs av Géry, 1965. Brittanichthys axelrodi ingår i släktet Brittanichthys och familjen Characidae. Inga underarter finns listade.